# Frederick Bayard Hora
Frederick Bayard Hora (ur. 1 września 1908 w Hove, zm. 10 kwietnia 1984 w Reading) – angielski botanik i mykolog.

## Życiorys
W 1925 r. kończył szkołę w St Olave’s School w Londynie i uczęszczał na zajęcia wieczorowe w Birkbeck College. Wygrywając konkurs Marshall’s Exhibition, udał się do New College w Oksfordzie, gdzie w 1932 r. uzyskał dyplom z botaniki z wyróżnieniem. W latach 1935–1937 pracował tam jako demonstrator, a później asystent naukowy. W 1936 r. uzyskał tytuł doktora z fizjologii roślin. Od 1937 do 1940 r. był asystentem w herbarium, w dziale botaniki systematycznej, Imperial Forestry Institute Oxford, gdzie pracował nad florą tropikalnej Afryki Wschodniej. Od 1940 do 1973 r. był wykładowcą, a od 1964 r. lektorem w dziale botaniki na University of Reading. W 1940 r. poślubił Carol Annis w Oksfordzie, mieli córkę i trzech synów. Zmarł 10 kwietnia 1984 r. w Reading po udarze.
Opublikował wiele prac na temat mykologii, a jego wydana w 1963 r. książka „Collins Guide to Mushrooms and Toadstools” była jedną z pierwszych popularnych książek o grzybach. W 1943 r. dołączył do British Mycological Society, w 1958 r. został jego prezesem. Często prowadził wyprawy grzybowe. Po przejściu na emeryturę współpracował przy „Flowering Plants of the World”, redagowanym przez prof. V. H. Heywooda, i był konsultantem redaktora „The Oxford Encyclopedia of Trees of the World”.
W naukowych nazwach utworzonych przez niego taksonów dodawane jest jego nazwisko Hora.